# Markus Toivonen
Markus Toivonen (Helsinki, 1979.), finski je gitarist i tekstopisac većine pjesama u viking i folk metal sastavu Ensiferum. On je jedini član sastava koji je u njemu od početka (1995.). Markus je također prateći vokal koji najčešće pjeva zajedno s basistom sastava Sami Hinkka.
Markus je svirao u sastavima kao što su: Speden Timantit i kratkovječni black metal sastav Soulstream. Sastav Scent of Flesh također ima člana po imenu Markus Toivonen, ali je to druga osoba. Najčešće svira Jackson SL2H.